# Vincenzo Torelli
Vincenzo Torelli (Barile, 1807 – Napoli, 1882) è stato un giornalista, librettista, scrittore, editore, nonché impresario d'opera italiano, d'etnia arbëreshe.
Padre del commediografo Achille, è considerato il decano del giornalismo napoletano del XIX secolo e il suo nome è legato in particolare alla fondazione della rivista «Omnibus», che diresse per cinquant'anni, e al legame con numerosi artisti, specialmente attori, compositori e musicisti, per via del ruolo chiave e talvolta spregiudicato che rivestì nella gestione dei teatri napoletani e dell'influenza che ebbero, nel panorama culturale del tempo, le sue recensioni.

## Biografia
Nato a Barile (provincia di Potenza), inizialmente, sotto l'egida del fratello, Aniello, affermato giurista, aveva coltivato gli studi di diritto e, dopo aver conseguito la laurea in giurisprudenza, aveva cominciato a praticare la professione forense. Tuttavia, se ne distaccò presto, preferendo rivolgersi alla stampa periodica. Nel 1829 creò il giornale a fascicoli l'«Indipendente», le cui pubblicazioni andarono avanti per oltre un triennio. Nel 1830 compose per il teatro San Carlo i versi del melodramma I portoghesi del Goa, musicato da Julius Benedict, che peraltro gli costarono una polemica con Pietro Calà Ulloa.
Nel 1833 fondò, assieme ad altri intellettuali e scrittori, fra cui Pier Angelo Fiorentino, la rivista letteraria «Omnibus», fra le principali e più longeve pubblicazioni periodiche napoletane ottocentesche, di cui fu proprietario e che diresse praticamente dall'esordio fino alla morte. Nel 1836, recensendo i Canti di Milosao di Girolamo de Rada, al quale aveva fatto pubblicare sul predetto periodico alcune liriche in albanese, pose delle fondate critiche al sistema alfabetico (un misto di latino e greco) elaborato dal teorico nativo di San Demetrio Corone: questi, in effetti, tenne conto dei rilievi di Torelli, rivedendo e modificando l'alfabeto, come emerse successivamente nei canti di Serafina Thopia del 1839.
All'«Omnibus»  – cui aggiunse per un decennio la pubblicazione e la direzione dell'«Omnibus pittoresco», un'antologia che, come ha ricordato Francesco De Sanctis, era caratterizzata da buone incisioni per quell'epoca  e che vide cimentarsi come caricaturista anche Melchiorre Delfico – diede dal 1851 una fisionomia più spiccatamente politica, ottenendo maggior successo.
A quegli anni rimontavano le corrispondenze con numerosi esponenti del panorama storico-letterario e artistico-musicale italiano: da Carlo Botta a Pietro Giordani, da Niccolò Tommaseo a Cesare Cantù, da Pasquale Galluppi a Gaetano Donizetti, da Gioachino Rossini a Giuseppe Verdi. I rapporti con questi ultimi due non furono, almeno all'inizio, idilliaci: se con Rossini si registrò almeno un dissidio legato ad un falso scoop pubblicato sull'«Omnibus», con Verdi ebbe tuttavia sviluppi importanti nella storia della musica italiana, lo accolse sempre calorosamente ogni volta che si recava a Napoli e tra i due vi fu un fitto epistolario. Grazie alla loro corrispondenza - alla Biblioteca Lucchesi Palli sono censite 58 lettere che si scambiarono in due anni - si è potuto mettere in luce, infatti, il complesso tentativo di adattamento scenico-musicale e artistico del Re Lear di Shakespeare, che Verdi avrebbe dovuto mettere in scena nel 1858 al San Carlo, cosa che non accadde, anche perché l'opera rimase incompiuta.
Proprio negli anni cinquanta dell'Ottocento, Torelli, che aveva avuto rapporti con Vincenzo Jacovacci, forse il principale impresario d'opera romano dell'epoca, riuscì ad ottenere in appalto, versando una cauzione di 100.000 ducati, la gestione dei teatri di Napoli.
Autore di libretti, novelle e romanzi storici, nel 1841 curò l'edizione, in due volumi, di una corposa storia di Napoleone Bonaparte. Pubblicò anche, per oltre tre lustri, una strenna dal titolo «Sirena». Dal matrimonio con un'esponente della famiglia Tomasi di Lampedusa, la stessa da cui sarebbe disceso Giuseppe, l'autore de Il Gattopardo, ebbe due figli, Cesare, che alla morte del padre resse per qualche tempo le redini dell'«Omnibus», e il più celebre Achille.

## Opere principali

### Liriche
- 1830: I portoghesi del Goa (online), per musica di Julius Benedict
- 1833: Peggio il rimedio del male (online), per musica di Pietro Raimondi
- senza data: Stella, per musica di Lauro Rossi

### Novelle e romanzi
- 1862: L'arena del mare o la concessione dei signori Long, Curti e comp.
- 1865: La civiltà e la barbarie, o Il bianco-nero
- 1870: La figlia del cieco
- 1872: La Muselleide
- 1875: Il paese dove nasce il sole.